# Museo de la Caricatura
El Museo de la Caricatura se encuentra localizado en el Centro Histórico de la Ciudad de México, en la calle de Donceles No. 99, enfocándose a la difusión de las obras realizadas por caricaturistas mexicanos. Los visitantes pueden conocer y disfrutar del arte, el humor y la crítica, plasmada a través de los años en la exposición permanente La caricatura en la historia, historia de la caricatura.
También existe una librería donde se exhiben para su venta, libros de caricaturistas famosos, pósteres, playeras, separadores de libros, postales, tazas grabadas, material de dibujo y pintura, y hasta una lotería con motivo del bicentenario de nuestra independencia, elaborados por los caricaturistas mexicanos. Este recinto ofrece el servicio de visitas guiadas, un tianguis de caricatura, donde el visitante puede realizarse una caricatura elaborada por un profesional de la línea. De igual manera se llevan a cabo talleres para niños y adultos de Dibujo, Pintura y Caricatura  impartidos por prestigiados caricaturistas.
El Museo situado en el Colegio de Cristo se exhiben dos exposiciones: una temporal y la otra denominada permanente que sitúa los distintos períodos históricos que ha pasado la caricatura desde 1826 a la fecha...

## Exposición permanente
La caricatura en la historia, historia de la caricatura es la exposición permanente del museo y está organizada en 4 periodos históricos:
- La caricatura en el México Independiente, 1826-1876
- La sátira en el Porfiriato, 1876-1911
- La caricatura de la Revolución, el caudillismo y el maximato, 1911-1934
- La crítica humorística por sexenios, 1934-Actualmente

Este es un espacio dedicado a la Caricatura humorística y   Política. Con una reseña bastante extensa de trabajos entre las fechas de 1826 hasta nuestros días. Entre los caricaturistas que se pueden observar en este edificio Histórico que data de 1613 se encuentran Constantino Escalante, Santiago Hernández, Ernesto García Cabral, David Carrillo, Rius, Naranjo.